# جوزيف غانغمي
جوزيف غانغمي (بالإنجليزية: Joseph Gangemi)‏ (1970)؛ كاتب سيناريو وروائي أمريكي.

## روابط خارجية
- جوزيف غانغمي على موقع IMDb (الإنجليزية)
- جوزيف غانغمي على موقع قاعدة بيانات الفيلم (الإنجليزية)